# Sudan francese
Il Sudan francese (in francese Soudan français; in arabo السودان الفرنسي‎?, as-Sūdān al-Faransī) è stato un territorio coloniale francese nella Federazione dell'Africa occidentale francese dal 1880 circa fino al 1959, quando è entrato a far parte della Federazione del Mali e poi nel 1960, quando divenne lo stato indipendente del Mali. La colonia fu formalmente chiamata Sudan francese dal 1890 al 1899 e poi di nuovo dal 1921 al 1958, e nel corso della sua esistenza ha avuto una varietà di nomi diversi. La colonia fu inizialmente fondata principalmente come progetto militare guidato dalle truppe francesi, ma a metà degli anni 1890 passò sotto l'amministrazione civile.
Una serie di riorganizzazioni amministrative all'inizio del 1900 portarono un aumento dell'amministrazione francese su questioni come l'agricoltura, la religione e la schiavitù. Dopo la seconda guerra mondiale, l'African Democratic Rally (RDA) sotto Modibo Keïta divenne la forza politica più significativa che spingeva per l'indipendenza.
Il Sudan francese inizialmente mantenne stretti legami con la Francia e si unì a una federazione di breve durata con il Senegal nel 1959, ma i legami con entrambi i paesi si indebolirono rapidamente. Nel 1960, il Sudan francese divenne formalmente la Repubblica del Mali e iniziò ad allontanarsi ulteriormente dal Senegal e dalla Francia.

## Stabilimento coloniale
Il Sudan francese originariamente si formò come un insieme di avamposti militari come estensione della colonia francese in Senegal. Sebbene l'area offrisse alla Francia scarsi guadagni economici e strategici, i militari sostenevano efficacemente una maggiore conquista nella regione. Ciò era in parte dovuto al fascino per i grandi imperi, come l'Impero del Mali e l'impero Songhay che salirono alla ribalta nell'area, che era in parte per l'opportunità promozionali che la conquista militare offriva al personale militare francese.
La conquista francese iniziò nel 1879, quando Joseph Gallieni, fu inviato nell'area per stabilire un forte e sorvegliare il terreno per una ferrovia che partiva da Dakar, in Senegal, e arrivava al fiume Niger. Ciò fu seguito dall'istituzione di numerosi forti francesi e alleanze politiche con leader specifici della regione all'inizio degli anni '80 dell'Ottocento. La struttura amministrativa dell'area era ancora in gran parte sotto il controllo del governatore francese del Senegal, e la colonizzazione significativa semplicemente che i forti e gli avamposti militari (compreso anche quello stabilito a Kayes nel 1881 da Gustave Borgnis-Desbordes). Sebbene l'amministrazione civile del governatore francese del Senegal governasse formalmente l'area, gli ufficiali militari della regione ignorarono in gran parte questi leader e risposero direttamente agli ufficiali in comando a Parigi. Desbordes conquistò gradualmente più territorio, spesso usando rivalità interetniche e tensioni politiche tra i leader dell'area per nominare leader di sostegno francese.
Gli amministratori civili francesi hanno lottato con i leader militari e le due forze hanno subito una serie di cambi di leadership nel territorio, fino a quando Louis Archinard, fu nominato governatore militare nel 1892. Archinard aveva condotto campagne militari contro Samory Turé, Ahmadu Tall e altri leader resistenti nella regione, con successo variabile. Le campagne di Archinard furono spesso eseguite attraverso il controllo militare diretto, senza il controllo civile. Con l'aumento dei costi, l'amministrazione francese decise di sostituire il controllo di Archinard sull'area con un governatore civile, Louis Albert Grodet.

## Amministrazione e leggi
La regione fu governata con una serie di nomi diversi tra il 1880 e il 1960. L'area fu Upper River dal 1880 fino al 18 agosto 1890, quando fu ribattezzata Sudan francese, con capitale Kayes. Il 10 ottobre 1899, il Sudan francese fu diviso, con i cerchi meridionali che si unirono alle colonie costiere, e il resto diviso in due aree amministrative chiamate Medio Niger e Alto Senegal. Nel 1902, la regione fu nuovamente organizzata come colonia unificata sotto il nome di Senegambia e Niger. Il nome cambiò nuovamente nel 1904 in Alto Senegal e Niger. Infine, nel 1921, il nome tornò Sudan francese.
I confini e l'amministrazione della colonia sono cambiati in modo simile diverse volte. In origine, e per il periodo iniziale, la colonia vacillò tra l'amministrazione militare e l'amministrazione civile del Senegal. Nel 1893, il Sudan francese passò formalmente sotto l'amministrazione civile, che durò fino al 1899. A quel punto, una riorganizzazione della colonia divise 11 province meridionali in altre colonie francesi come la Guinea francese, la Costa d'Avorio e il Dahomey.
L'area non riorganizzata era governata da due amministrazioni legate ad altre colonie francesi. In seguito, il territorio della colonia fu ristabilito nel 1902. Sebbene i confini si spostassero leggermente, ci furono pochi cambiamenti territoriali fino al 1933. A quel punto, la colonia dell'Alto Volta francese (Haute-Volta, moderno Burkina Faso) si sciolse e il territorio settentrionale che fu aggiunto al Sudan francese.
Nel 1947 fu ristabilito l'Alto Volta e i confini del Sudan francese divennero quelli che alla fine divennero i confini del Mali. Kayes fu la capitale originaria dal 1890 fino al 1908, quando la capitale si trasferì a Bamako, dove rimane.

Il corso del fiume Senegal sovrapposto agli attuali confini degli Stati africani

## Agricoltura
La colonia ha sostenuto un'agricoltura per lo più alimentata dalla pioggia, con un'irrigazione limitata per i suoi primi 30 anni. Gli unici raccolti erano noci raccolte vicino alla ferrovia tra Kayes e Bamako. Tuttavia, a seguito di prove di successo sulla coltivazione del cotone egiziano nell'Africa occidentale durante la prima guerra mondiale, Émile Bélime iniziò a fare una campagna per la costruzione di un grande sistema di irrigazione lungo il fiume Niger. A partire dal 1921, importanti progetti di irrigazione intorno a Koulikoro e successivamente a Baguinéda-Camp e al Ségou Cercle iniziarono a portare acqua. I francesi credevano che questo progetto potesse rivaleggiare con i principali centri di coltivazione del cotone dell'Egitto e degli Stati Uniti.
A differenza di altri progetti agricoli nell'Africa occidentale francese, il progetto di irrigazione del Sudan francese inizialmente si basava su famiglie che si trasferivano volontariamente lungo le linee stabilite dall'autorità coloniale. Incapaci di attirare un numero sufficiente di volontari, le autorità coloniali iniziarono a tentare il reinsediamento forzato nel progetto del cotone. L'Office du Niger è stato fondato nel 1926 come l'organizzazione principale che facilita i progetti agricoli pianificati e irrigati. Gli agricoltori hanno resistito al reinsediamento forzato e hanno presentato una petizione per i diritti fondiari permanenti sulla terra irrigata (che di solito era detenuta come proprietà dell'Office du Niger). Nonostante questi sforzi, nel Sudan francese non si è sviluppata una significativa economia di colture da reddito.

## Politica religiosa
Come gran parte del resto dell'Africa occidentale francese, la colonia aveva una serie di politiche riguardanti l'Islam e le comunità musulmane. La lingua araba e la legge islamica furono preferite nella colonia dai francesi nell'istituzione del governo coloniale, soprattutto perché entrambe erano codificate e quindi facili da standardizzare.
Sebbene mantenessero una politica formale di neutralità nei confronti della religione, l'amministrazione coloniale francese iniziò a regolamentare l'educazione islamica all'inizio del 1900. Inoltre, il timore di un'ascesa politica del panislamismo in tutto il Nord Africa e nel Sahel portò i francesi ad adottare politiche volte a prevenire la diffusione dell'Islam oltre dove già esisteva e ad impedire ai leader musulmani di governare le comunità non musulmane. Le religioni indigene e il cristianesimo esistevano con politiche meno formali e gli sforzi francesi spesso le usavano per bilanciare la diffusione dell'Islam nella regione.
Negli anni '40, un movimento religioso chiamato Allah Koura iniziò nel San Cercle basato sulle visioni di una sola persona. Gli amministratori locali hanno permesso al movimento Allah Koura di diffondersi e di esercitarsi, vedendolo come una potenziale influenza limitante sulla diffusione dell'Islam più a sud. Alla fine degli anni '50, le proteste e le rivolte musulmane in tutta la colonia contribuirono ulteriormente a un crescente movimento indipendentista.

## Politica sulla schiavitù
Come gran parte del resto dell'Africa occidentale francese, le autorità hanno imposto regole esplicite nel tentativo di porre fine alla schiavitù nella regione. Nel 1903, il governo ordinò agli amministratori francesi di non utilizzare più lo schiavo come categoria amministrativa. Questo fu seguito nel 1905 da un decreto francese formale che pose fine alla schiavitù in tutta l'Africa occidentale francese.
Quasi un milione di schiavi nell'Africa occidentale francese hanno risposto a questo allontanandosi dai loro padroni e stabilendosi altrove. I francesi sostennero questi sforzi creando insediamenti intorno al fiume Niger e scavando pozzi per comunità altrove in modo che potessero coltivare lontano dai loro ex padroni.
Questo processo colpì in modo più significativo le parti meridionali e occidentali dell'attuale Mali, ma nelle parti settentrionale e orientale della colonia un gran numero di schiavi rimasero in servitù dei loro padroni. Secondo stime approssimative, in tutta l'area dell'attuale Mali, circa un terzo degli ex schiavi si è allontanato dal rapporto di schiavitù, mentre due terzi sono rimasti con i loro padroni. Negli anni '20, la maggior parte delle famiglie tuareg aveva ancora schiavi che si occupavano della casa e degli animali.
Sebbene la schiavitù persistesse, alcuni aspetti del rapporto con l'amministrazione francese cambiarono. Gli schiavi fuggiti potevano trovare protezione ufficiale dalle autorità francesi nelle città per un periodo di tempo limitato. Gli schiavi a volte potevano rinegoziare i termini della loro servitù nella mutata situazione politica. Alcuni erano disposti ad accettare di rimanere in servitù se avessero ricevuto il controllo sulla loro vita familiare e un po' di terra da passare ai loro figli. Inoltre, l'amministrazione francese lavorò attivamente per porre fine alle incursioni degli schiavi e alle manifestazioni più evidenti della tratta degli schiavi, riducendo notevolmente i mezzi per acquisire schiavi. Tuttavia, per molti decenni dopo l'abolizione della schiavitù nel 1905, la pratica continuò in gran parte del Sudan francese.

## Indipendenza
In seguito all'approvazione della Loi Cadre da parte dell'Assemblea nazionale francese nel 1956, molte delle colonie dell'Africa occidentale francese iniziarono a tenere elezioni per aumentare l'autodeterminazione dei loro territori. Nelle prime elezioni tenutesi nel Sudan francese nel 1957, l'African Democratic Rally (Rassemblement Démocratique Africain , comunemente noto come RDA) vinse le elezioni nel Sudan francese, oltre a ottenere maggioranze nella vicina Costa d'Avorio, Guinea francese e nell'Alto Volta. A seguito del referendum costituzionale francese del 1958, che ottenne una schiacciante maggioranza a favore, la repubblica sudanese si dichiarò repubblica con autonomia interna il 24 novembre 1958. La Repubblica sudanese, come veniva ora chiamata l'area, fu la seconda colonia dopo il Madagascar ad entrare a far parte della Comunità francese, che le conferì l'autonomia interna mentre collegava la sua valuta, la politica estera e difesa con la Francia.
All'inizio del gennaio 1959, c'erano piani per una federazione che collegasse la Repubblica sudanese con il Senegal, il Dahomey e l'Alto Volta in una federazione di stati autonomi. Ad aprile, tuttavia, né il legislatore del Dahomey né quello dell'Alto Volta avevano ratificato la federazione, e così si formò la Federazione del Mali con solo la Repubblica sudanese e il Senegal. Nel 1959, il partito RDA di Modibo Keïta vinse tutti i 70 seggi alle elezioni legislative nella Repubblica sudanese e unì le forze con il partito dominante in Senegal, guidato da Léopold Sédar Senghor. La federazione ha ottenuto l'indipendenza il 20 giugno 1960 all'interno della Comunità francese; tuttavia, le divisioni tra Senghor e Keïta sul governo della federazione portarono al suo scioglimento il 20 agosto 1960. L'area del Sudan francese si autoproclamò formalmente Repubblica del Mali e, con la crescente radicalizzazione di Keita, lasciò la Comunità francese nel settembre 1960.

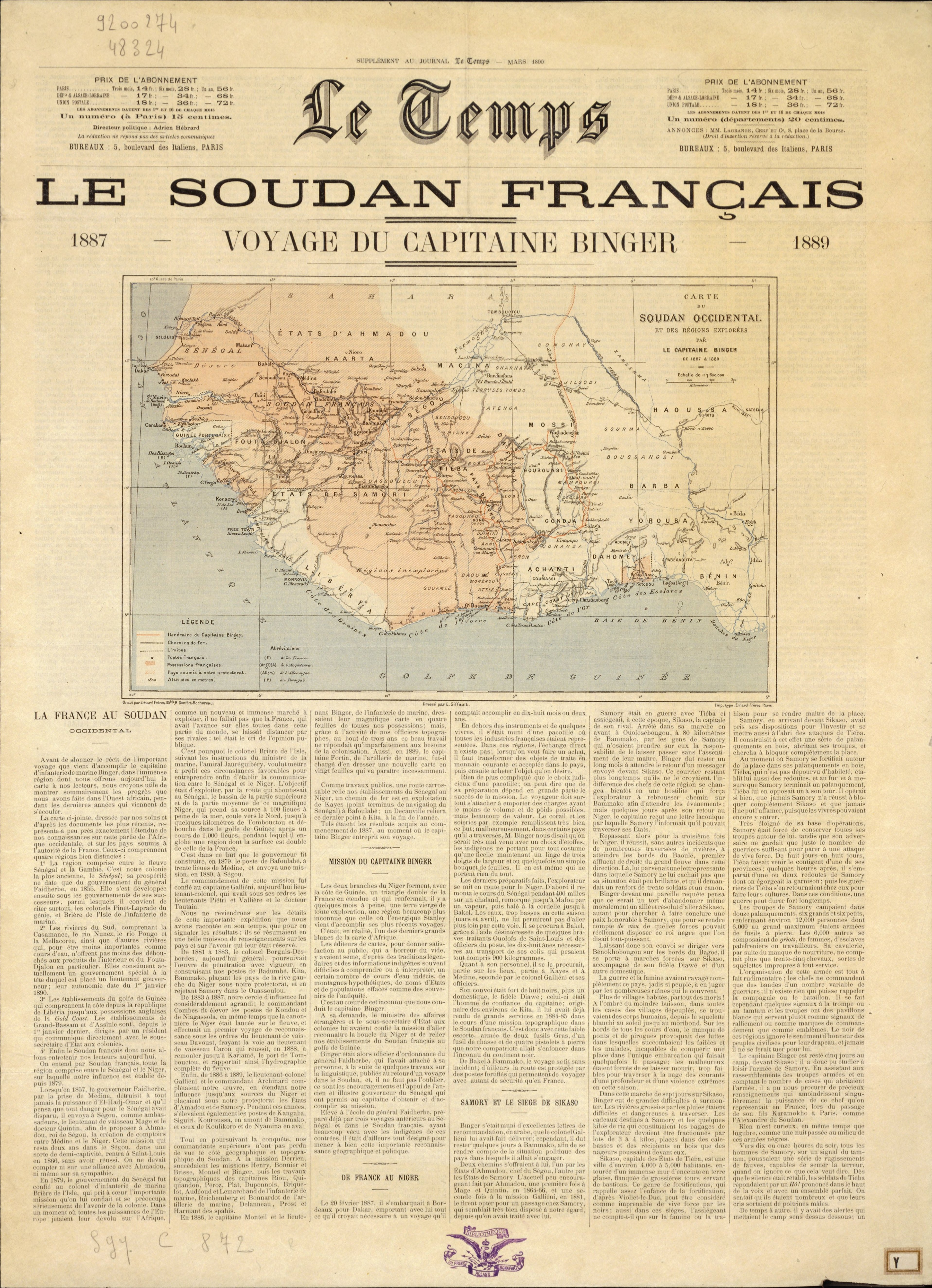
Carta del Sudan francese in un quotidiano del 1890